# Détroit d'Anián
Pour les articles homonymes, voir Anian.
« Détroit d'Anian » est le nom donné au XVIe siècle par les Espagnols (Estrecho de Anián) à un supposé passage maritime reliant le golfe de Californie au golfe du Saint-Laurent.
La représentation qui domine alors est que l'Amérique du Nord n'est pas un continent mais un immense archipel situé entre les océans Atlantique (la « mer Océane ») et Pacifique (la « mer du Sud »).

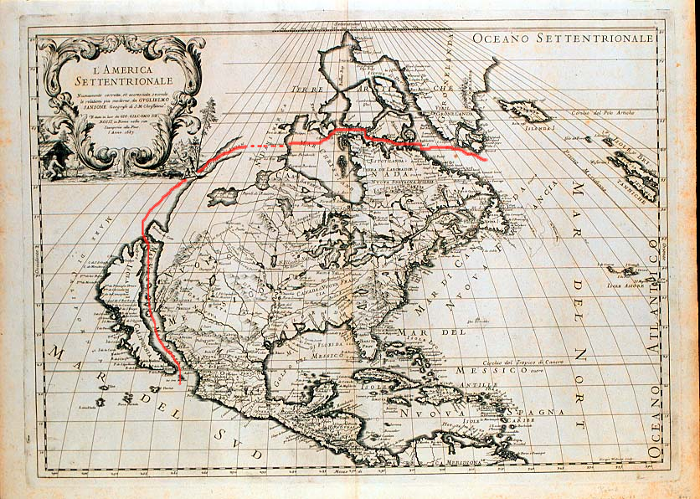
Route supposée du détroit d'Anián.

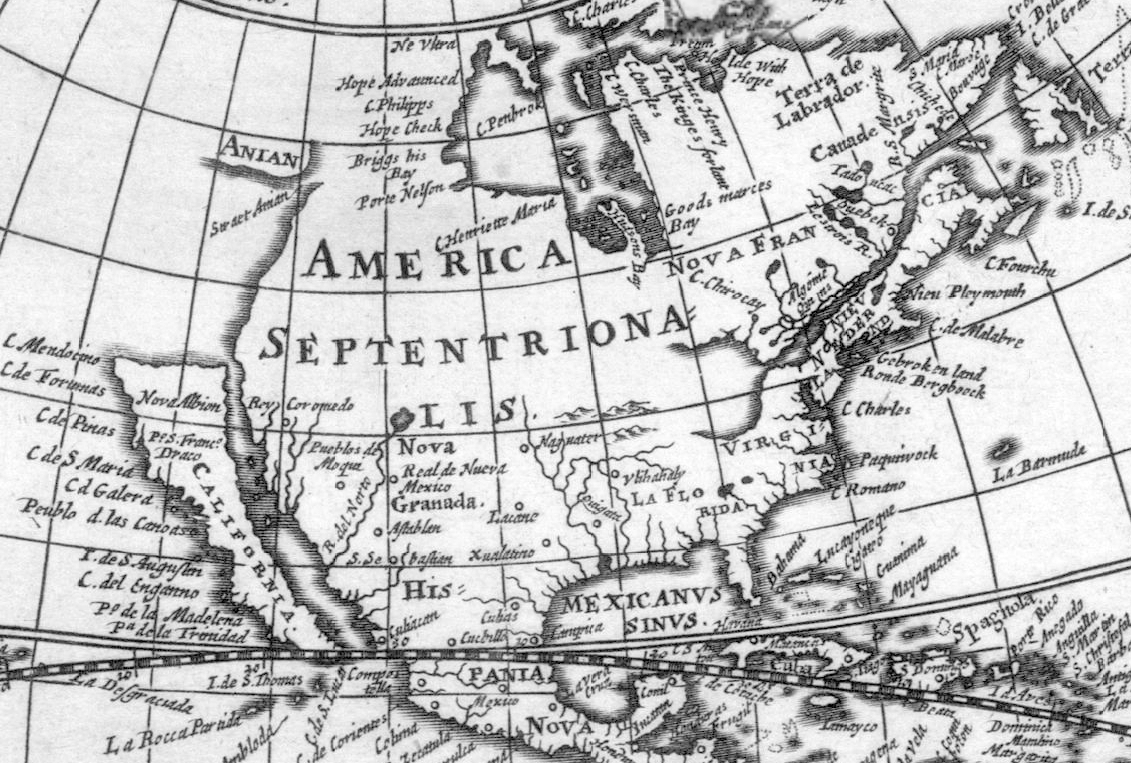
Détroit d'Anian (en haut à gauche). Hugo Allard, 1685.

## L'exploration de la «Californie» (1532-1540)
Hernán Cortés, capitaine général de la Nouvelle-Espagne depuis la conquête de l'Empire aztèque (1521), lance à partir de 1532 des expéditions d'exploration des régions situées au nord-ouest, au delà de la Nouvelle-Galice, appelées « Californie » en référence à un roman de chevalerie du début du siècle.
Les premières expéditions (1532, 1533 et 1535) atteignent les îles Tres Marias, les îles Revillagigedo et le sud de la péninsule de Basse-Californie (baie de Santa Cruz).
En 1539, il charge Francisco de Ulloa d'explorer la côte au delà de la baie de Santa Cruz. Parti d'Acapulco, Ulloa atteint le fond du golfe de Californie, qu'il nomme Mar de Cortés et l'embouchure du Colorado (Ancon de San Andrés), puis longe la côte est de la péninsule et la contourne en remontant jusqu'à l'île Cedros sur la côte ouest.
Ulloa conclut que le golfe de Californie était la partie méridionale d'un plus grand détroit[réf. nécessaire], reliant le Pacifique au golfe du Saint-Laurent.
Ce voyage perpétue la notion d'une île de Californie et marque le début de la recherche du détroit d'Anián.

## Le mythe du détroit d'Anian
Selon Godfrey Sykes, il est probable que le nom Anian ait été emprumpté au Livre de Marco Polo qui, dans la rédaction de Ramusio imprimée en 1559, mentionne dans un court chapitre supplémentaire (III, 5) le « golfe nommé Cheinan », baignant au nord-ouest la Chine et « de l'autre côté Ania ».
Le nom apparait pour la première fois sur une carte de l'italien Giacomo Gastaldi vers 1562. Cinq ans plus tard, Bolognini Zaltieri dessina une carte montrant un étroit et arrondi détroit d'Anian séparant l'Asie de l'Amérique.
Ce détroit grandit dans l'imaginaire européen comme une voie maritime facile, reliant l'Europe à la résidence du Grand Khan à Cathay (Chine du Nord). Ce détroit était alors placé à la latitude de San Diego, conduisant à nommer ceux qui habitaient cette région les Anians.

## Le passage du Nord-Ouest
En 1848, John Rae découvre le premier passage du Nord-Ouest qui soit complètement praticable.
C'est finalement en 1906 que le norvégien Roald Amundsen franchit l'actuel passage du Nord-Ouest, à travers les îles arctiques du Canada.